# テーラー・マキオン
- テーラー・マキューン
- テーラー・マッキーオン
- テーラー・マキーオン
- テイラー

テーラー・マキオン（Taylor McKeown, 1992年7月25日 - ）は、オーストラリア・クイーンズランド州レッドクリフ出身の元女子競泳選手。専門は平泳ぎ。2016年リオデジャネイロオリンピック4×100mメドレーリレーの銀メダリストである。オリンピック個人種目の最高成績は同大会200m平泳ぎの5位。妹は世界的競泳選手のケーリー・マキオン。

## 経歴

### 生い立ち
父ショルト、母シャロンの両親の下、妹のケーリーと共にクイーンズランド州レッドクリフに生まれ、カブルチャーで育った。
水泳は9歳の時に始めた。水泳の他にはピアノ、ソフトボール、ダンス、テニスなどもして、州大会に出場したこともあったが、最終的に選択したスポーツは水泳だった。14歳の時（2009年）に初めて水泳の全国大会に出場したが、緊張もあって本来の泳ぎが出来ず17位に終わった。しかし、翌年には100m・200m平泳ぎで2冠を達成し、200m個人メドレーでも3位に入った。

### 2012年オーストラリア選手権
2012年3月、オーストラリア選手権（ロンドンオリンピック選考会）に16歳で出場し、200m平泳ぎで3位（2分26秒90）に入った。

### 2013年オーストラリア選手権
2013年4月、オーストラリアエージ選手権の200m平泳ぎでオーストラリア歴代7位（当時）の記録となる2分25秒90をマーク。同月のオーストラリア選手権200m平泳ぎには今季オーストラリア最高記録保持者として臨むと、予選と準決勝を全体1位（予選2分28秒50・準決勝2分27秒23）で突破。しかし、決勝では極度の緊張から自分の泳ぎが出来ず、レース中にサリー・ハンターの泳ぎに圧倒されたテーラーは残り50mで勝負を諦め、2分28秒24の3位に終わった。このレースで精神的に打ちのめされたテーラーはその後体重が6キロ減り、スポーツ心理学者の診察を受ける回数も増えたという。

### 2014年オーストラリア選手権
2014年4月、オーストラリア選手権の200m決勝において、リーゼル・ジョーンズ（2分20秒54）に次ぐオーストラリア歴代2位の2分22秒10をマークして優勝した。このタイムはコモンウェルス及びパンパシフィック地域の今季最高記録であり、昨年のバルセロナ世界選手権では銅メダル相当のタイムだった。

### 2014年コモンウェルスゲームズ
2014年7月、グラスゴーで開催されたコモンウェルスゲームズに出場。200m平泳ぎ決勝で自己ベスト（2分22秒10）に迫る2分22秒36をマークし、同じオーストラリアのサリー・ハンター（2分23秒33）、イングランドのモリー・レンショー（2分25秒00）を抑えてコモンウェルスチャンピオンに輝いた。

### 2014年パンパシフィック選手権
2014年8月、自国開催（ゴールドコースト）のパンパシフィック選手権に出場。100m平泳ぎはメダルに0秒56及ばず5位（1分07秒55）に終わったが、200m平泳ぎでは渡部香生子（2分21秒41）と金藤理絵（2分21秒90）の日本勢に次いで銅メダル（2分22秒89）を獲得した。

### 2015年世界選選手権
昨年10月に受けた膝の手術の影響で今シーズンのスタートに出遅れるも、4月のオーストラリア選手権で100m平泳ぎ優勝、200m平泳ぎで2位に入り、8月にカザンで開催される世界選手権のオーストラリア代表に選出された。しかし、大会期間中は体調不良と喘息に苦しみ、万全な状態ではなかった。オーストラリアチャンピオンとして臨んだ100m平泳ぎは1分07秒19で準決勝全体9位、200m平泳ぎは2分24秒41で準決勝全体12位（当時）に終わり、決勝進出にそれぞれ0秒08と1秒35及ばなかった。4×100mメドレーリレー決勝では第2泳を務めたが（予選は未出場）、失格した2カ国を除いた6カ国の第2泳者の中で一番遅い1分07秒38で泳ぎ、第1泳のエミリー・シーボーム（58秒81）から1位で引き継いだ順位を3位まで落としてしまった。オーストラリアは第3泳のエマ・マキーオン（57秒79）も順位を5位まで下げてしまったが、第4泳のブロンテ・キャンベル（51秒78）が3位まで順位を上げる活躍を見せ、中国（3分54秒41）、スウェーデン（3分55秒24）に次いで銅メダル（3分55秒56）を獲得した。

### 2016年オリンピック
2月に鼠径部の断裂が判明したものの、4月のオーストラリア選手権（リオデジャネイロオリンピック選考会）では100m平泳ぎで1分06秒68、200m平泳ぎで2分21秒45と、両種目で自己ベスト（100mは当時）をマーク。100m平泳ぎでは0秒56差の2位で優勝を逃したが、200m平泳ぎでは2位に2秒50の差をつけて優勝を果たし、8月にリオデジャネイロで開催されるオリンピックのオーストラリア代表の座を掴んだ。迎えた本番では100m平泳ぎ予選を1分06秒73の自己ベスト（当時）で突破したが、準決勝では1分07秒12とタイムを落として全体11位に終わり、決勝進出に0秒39及ばなかった。今季世界ランク3位で臨んだ200m平泳ぎは、準決勝でセカンドベストの2分21秒69をマークして全体1位で決勝に進出。優勝候補に躍り出た決勝では、初めてのオリンピック決勝で少しの緊張とパニックに陥った結果、2分22秒43と準決勝よりもタイムを落として5位に終わった。50m地点では2位、100m地点では1位とメダル圏内だったが、150m地点で4位に落ち、最終的にメダルには0秒15届かなかった。なお、準決勝のタイムを決勝でも出せていれば銀メダルを獲得できていた。第2泳を務めた4×100mメドレーリレーでは決勝を1分07秒05で泳ぎ、第1泳のエミリー・シーボーム（58秒83）、第3泳のエマ・マキーオン（56秒95）、第4泳のケイト・キャンベル（52秒17）と共に3分55秒00をマークし、優勝したアメリカには1秒87及ばなかったものの、ヨーロッパ新記録（当時）を樹立した3位のデンマークにはわずか0秒01差で競り勝ち銀メダルを獲得した。なお、自身初のオリンピックメダルを獲得したものの、決勝でのスプリットタイム1分07秒05は決勝を泳いだ第2泳者の中で一番遅かったということもあり、テーラーは「自分のパフォーマンスに腹が立ち、がっかりした」という。

### 2017年世界選手権
2017年7月、ブダペストで開催された世界選手権に出場。100m平泳ぎは予選を自己ベスト及び全体5位の記録となる1分06秒64で突破するも、準決勝は1分06秒93とタイムを落として全体9位に終わり、決勝進出に0秒12及ばなかった。200m平泳ぎは準決勝を全体3位の2分22秒10で突破するも、決勝は2分23秒06とタイムを落として7位に終わり、メダルには1秒13及ばなかった。4×100mメドレーリレーでは決勝で第2泳を務めると（予選は未出場）、自己最速のスプリットタイムとなる1分06秒29をマーク。第1泳のエミリー・シーボーム（58秒53）、第3泳のエマ・マキーオン（56秒78）、第4泳のブロンテ・キャンベル（52秒69）と共に3分54秒29をマークし、世界新記録（当時）の3分51秒55で優勝したアメリカ、ヨーロッパ新記録の3分53秒38で2位に入ったロシアに次いで銅メダルを獲得した。

### 2018年コモンウェルスゲームズ
2018年4月、自国開催（ゴールドコースト）となったコモンウェルスゲームズに出場。ディフェンディングチャンピオンとして臨んだ200m平泳ぎは2分25秒51の5位に終わり、連覇に3秒49、メダルに2秒29及ばなかった。

### 2022年コモンウェルスゲームズ
2022年7-8月、バーミンガムで開催されたコモンウェルスゲームズに出場。200m平泳ぎで3大会連続の決勝に進出するも2分25秒50の6位に終わり、メダルに1秒83及ばなかった。このレース後に自身のインスタグラムで現役引退を発表した。

### 現役を引退
2022年コモンウェルスゲームズ後に現役引退を発表したが、「競泳競技の全ての種目に出場しないまま引退したくなかった」という理由から、同年11月のクイーンズランド州の大会で200mバタフライと背泳ぎに出場して現役生活を終えた。なお、200m背泳ぎには妹のケーリーも出場する予定だったが、棄権したため姉妹対決は幻に終わった。

## コーチング
水泳への情熱を他の人と共有したいという思いから、2018年にアチーバーズ・スイム・アカデミー（Achievers Swim Academy）を設立。現役引退後はグリフィス大学でエージグループ選手たちの指導を始め、コーチングの知識を深めた。

## フリーダイビング
2017年にPADIのフリーダイビング初心者コースを修了し、水泳よりもフリーダイビングに夢中になると、2019年10月にはPADIフリーダイバーの資格を取得した。2021年にダイビング・イン・パラダイス（Diving in Paradise）というフリーダイビングスクールを設立し、現在はそこで主任インストラクターを務めている。

## 自然保護活動家
- 小さい頃からペットに囲まれて過ごし、困っている動物を救助することが好きだったことから、「アーウィン」または「オーストラリア水泳チームのビンディ・アーウィン（英語版）」と呼ばれる[40][41]。グリフィス大学で野生生物学[42]、サンシャインコースト大学で動物生態学を学んだ[43]。
- 小学生の頃は毎週図書館でイルカやクジラの本を借りて読むなど、イルカやクジラなどの海洋生物について学ぶことが大好きだった[44][38]。 2009年に見た映画「ザ・コーヴ」が転機となり、イルカの捕獲を終わらせるという使命のために活動を続けている[45]。2016年にはリオデジャネイロオリンピック前にイルカのタトゥーを体に入れ[46]、オリンピック後にはドルフィン・プロジェクトの一員として、イルカ漁への抗議のため日本の太地町を訪れた[44][47]。
- 2017年にイルカの保護施設で3年間働いていた元職員の19歳の女性のインスタグラムに何度も批判のコメントをして話題となった。テーラーは彼女に対して「あなたの仕事はクソだ」「動物に対する敬意がない」などとコメントをし、インスタグラムのストーリーにタグ付けをして、彼女の写真に「動物利用者（animal user）」などのコメントをする嫌がらせを続けた。テーラーのフォロワーからも同様の嫌がらを受け続けた彼女は最終的にインスタグラムを非公開にした。なお、彼女が3年間働いてイルカの世話と訓練を手伝った施設は、ニューサウスウェールズ州コフスハーバーにあるドルフィン・マリン・マジック（Dolphin Marine Magic）で、この施設は自然保護活動家から「飼育されている5頭のイルカが過重労働を強いられ、不当に訪問者にキスをするよう強制されている」などと前から批判されていたため、この騒動の前からも彼女は活動家から嫌がらせは受けていた。テーラーは騒動後に「自分の名前をインターネット上に公開したくないのならSNSをやらないこと、自分のプロフィールを公開しないこと」「職員をターゲットにしたのは彼女らが何をしているのかを知る必要があるから」などと語った[48]。
- ホエールウォッチングで有名なハービー・ベイで育ったことからクジラへの愛も強いが、2017年10月に友人2人とジェットスキーに乗ってクジラに近づきすぎたため、オーストラリア当局から捜査を受けた。オーストラリアの法律でジェットスキーはクジラに300m以内に近づくことが許されておらず、守らなかった場合は最高1万5000ドルの罰金が科されるが、テーラーには翌年5月に630ドルの罰金が科された[43][49]。

## 人物
- 生まれて数カ月後には呼吸困難のため再入院するなど、幼い頃から妹のケーリーと共に喘息に苦しんでいたが、専門家から適切な治療を受けた結果喘息をコントロールできるようになり、2018年時点で治療薬をほとんど使うこともなくなったという。人々の喘息に対する意識を高めることなどを目的に、2018年にケーリーと共にオーストラリア喘息協会（Asthma Australia）のアンバサダーとなった[50]。
- トランスジェンダー選手のスポーツへの参加については賛成の立場を取っている[51]。

## 家族
- 妹のケーリー・マキオンは世界的競泳選手。背泳ぎの世界記録保持者で、オリンピック、世界選手権、世界短水路選手権、コモンウェルスゲームズといった主要国際大会で金メダルを複数獲得している[52]。
- 父のショルトは2018年6月にグレード4の膠芽腫と診断された。娘たちの東京オリンピックでの活躍を夢見て化学療法を受けていたが、新型コロナウイルス感染症の世界的流行により東京オリンピックが1年延期されたため、娘（ケーリー）のオリンピックでの活躍を見ることは叶わず2020年8月に亡くなった[53]。
- 祖父のジョー・マッケオンは北アイルランドのエニスキレン出身[54]。

## 主要国際大会の成績
世界水泳連盟のウェブサイトなど参照
| 年                 | 大会                            | 場所               | 種目                 | 結果               | 記録               | 泳順               | 備考               |
| オーストラリア代表 | オーストラリア代表              | オーストラリア代表 | オーストラリア代表   | オーストラリア代表 | オーストラリア代表 | オーストラリア代表 | オーストラリア代表 |
| ------------------ | ------------------------------- | ------------------ | -------------------- | ------------------ | ------------------ | ------------------ | ------------------ |
| 2011               | 世界ジュニア選手権              | リマ               | 50m平泳ぎ            | 予選17位           | 33秒25             |                    |                    |
| 2011               | 世界ジュニア選手権              | リマ               | 100m平泳ぎ           | 予選17位           | 1分12秒20          |                    |                    |
| 2011               | 世界ジュニア選手権              | リマ               | 200m平泳ぎ           | 8位                | 2分32秒69          |                    |                    |
| 2011               | 世界ジュニア選手権              | リマ               | 200m個人メドレー     | 5位                | 2分16秒53          |                    |                    |
| 2011               | 世界ジュニア選手権              | リマ               | 400m個人メドレー     | 予選12位           | 4分54秒32          |                    |                    |
| 2011               | 世界ジュニア選手権              | リマ               | 4x200mフリーリレー   | 銅メダル           | 8分06秒68          | 3泳                |                    |
| 2012               | ジュニアパンパシフィック 選手権 | ホノルル           | 200m自由形           | 予選23位           | 2分04秒41          |                    |                    |
| 2012               | ジュニアパンパシフィック 選手権 | ホノルル           | 100m平泳ぎ           | 5位                | 1分10秒03          |                    |                    |
| 2012               | ジュニアパンパシフィック 選手権 | ホノルル           | 200m平泳ぎ           | 決勝失格           | DSQ                |                    |                    |
| 2012               | ジュニアパンパシフィック 選手権 | ホノルル           | 400m個人メドレー     | 予選8位            | 4分51秒03          |                    |                    |
| 2012               | ジュニアパンパシフィック 選手権 | ホノルル           | 4x100mメドレーリレー | 4位                | 4分08秒93          | 2泳                |                    |
| 2014               | コモンウェルスゲームズ          | グラスゴー         | 200m平泳ぎ           | 金メダル           | 2分22秒36          |                    |                    |
| 2014               | パンパシフィック選手権          | ゴールドコースト   | 100m平泳ぎ           | 5位                | 1分07秒55          |                    |                    |
| 2014               | パンパシフィック選手権          | ゴールドコースト   | 200m平泳ぎ           | 銅メダル           | 2分22秒89          |                    |                    |
| 2015               | 世界選手権                      | カザン             | 100m平泳ぎ           | 準決勝9位          | 1分07秒19          |                    |                    |
| 2015               | 世界選手権                      | カザン             | 200m平泳ぎ           | 準決勝11位         | 2分24秒41          |                    |                    |
| 2015               | 世界選手権                      | カザン             | 4x100mメドレーリレー | 銅メダル           | 3分55秒56          | 2泳                |                    |
| 2016               | オリンピック                    | リオデジャネイロ   | 100m平泳ぎ           | 準決勝11位         | 1分07秒12          |                    |                    |
| 2016               | オリンピック                    | リオデジャネイロ   | 200m平泳ぎ           | 5位                | 2分22秒43          |                    |                    |
| 2016               | オリンピック                    | リオデジャネイロ   | 4x100mメドレーリレー | 銀メダル           | 3分55秒00          | 2泳                |                    |
| 2017               | 世界選手権                      | ブダペスト         | 100m平泳ぎ           | 準決勝9位          | 1分06秒93          |                    |                    |
| 2017               | 世界選手権                      | ブダペスト         | 200m平泳ぎ           | 7位                | 2分23秒06          |                    |                    |
| 2017               | 世界選手権                      | ブダペスト         | 4x100mメドレーリレー | 銅メダル           | 3分54秒29          | 2泳                |                    |
| 2018               | コモンウェルスゲームズ          | ゴールドコースト   | 200m平泳ぎ           | 5位                | 2分25秒51          |                    |                    |
| 2018               | コモンウェルスゲームズ          | ゴールドコースト   | 200m個人メドレー     | 予選10位           | 2分15秒77          |                    |                    |
| 2022               | コモンウェルスゲームズ          | バーミンガム       | 200m平泳ぎ           | 6位                | 2分25秒50          |                    |                    |

## 自己ベスト
世界水泳連盟のウェブサイト参照
| 種目             | 記録      | 日付           | 大会                       | 場所       | 備考   |
| 長水路           | 長水路    | 長水路         | 長水路                     | 長水路     | 長水路 |
| ---------------- | --------- | -------------- | -------------------------- | ---------- | ------ |
| 50m平泳ぎ        | 31秒69    | 2016年4月7日   | オーストラリア選手権       | アデレード |        |
| 100m平泳ぎ       | 1分06秒64 | 2017年7月24日  | 世界選手権                 | ブダペスト |        |
| 200m平泳ぎ       | 2分21秒45 | 2016年4月11日  | オーストラリア選手権       | アデレード |        |
| 200m個人メドレー | 2分12秒16 | 2016年7月1日   | オーストラリアグランプリ   | ブリスベン |        |
| 400m個人メドレー | 4分42秒83 | 2013年4月26日  | オーストラリア選手権       | アデレード |        |
| 短水路           |           |                |                            |            |        |
| 50m平泳ぎ        | 31秒34    | 2017年10月28日 | オーストラリア短水路選手権 | アデレード |        |
| 100m平泳ぎ       | 1分06秒56 | 2017年10月26日 | オーストラリア短水路選手権 | アデレード |        |
| 200m平泳ぎ       | 2分20秒13 | 2015年11月27日 | オーストラリア短水路選手権 | シドニー   |        |